# 烏克蘭希臘禮天主教科洛梅亞教區
烏克蘭希臘禮天主教科洛梅亞-切爾諾夫策教區（拉丁語：Eparchia Kolomyiensis-Chernivcensis）是烏克蘭一個東儀天主教教區（烏克蘭希臘禮），屬伊萬諾-弗蘭科夫斯克總教區。
教區成立於1993年4月20日，範圍包括烏克蘭伊萬諾-弗蘭科夫斯克州南部，2017年在切爾諾夫策州成立了烏克蘭希臘禮天主教切爾諾夫策教區。座堂位於科洛梅亞。2009年有教友239,300人（佔轄區人口19.3%）、279個堂區、221名司鐸。現任總主教為瓦西里·伊瓦希夫克。